# 保罗·马蒂尼
保罗·马蒂尼（英語：Paul Martini，1960年11月2日—），加拿大男子花样滑冰运动员。他曾代表加拿大参加世界花样滑冰锦标赛，获得一枚金牌和一枚铜牌。他也参加了1980年和1984年冬季奥运会。